# Pont-du-Hem Military Cemetery
Pont-du-Hem Military Cemetery is een Britse militaire begraafplaats met gesneuvelden uit de Eerste Wereldoorlog, gelegen in de Franse gemeente La Gorgue in het Noorderdepartement. De begraafplaats ligt in het uiterste zuiden van de gemeente, vier kilometer ten zuidoosten van het dorpscentrum nabij het gehucht Pont du Hem, langs de weg van La Bassée naar Stegers, op de grens met Richebourg en Laventie. De begraafplaats werd ontworpen door Herbert Baker en heeft een trapeziumvormig grondplan met een oppervlakte van 6.433 m². Aan de straatzijde wordt ze begrensd door een gracht, aan de achterzijde door een natuurstenen muur en de beide zijkanten door een haag. Centraal vooraan staat de Stone of Remembrance, centraal achteraan het Cross of Sacrifice. De begraafplaats wordt onderhouden door de Commonwealth War Graves Commission. 
Er worden 1.818 doden herdacht, waarvan er 1.006 niet meer geïdentificeerd konden worden. Bij de graven zijn er 113 van Duitse gesneuvelden.

## Geschiedenis
De plaats lag het grootste deel van de oorlog in geallieerd gebied. De begraafplaats werd in juli 1915 in een appelboomgaard gestart en door gevechtseenheden en medische hulpposten (Field ambulances) gebruikt tot april 1918. Bij het Duitse lenteoffensief van april 1918 viel het gebied in Duitse handen en ook zij begroeven hier hun gesneuvelden.
Na de oorlog werd de begraafplaats uitgebreid met graven die werden verzameld uit de omliggende slagvelden en die werden overgebracht uit andere begraafplaatsen. Er werden graven overgebracht uit Beaucamps Communal Cemetery German Extension in Beaucamps, Bousbecque Communal Cemetery German Extension in Bousbecque, Festubert North Cemetery in Festubert, La Cordonnerie Farm Cemetery in Fromelles, Halluin Communal Cemetery German Extension in Halluin, Comines Communal Cemetery German Extension in Komen, Lacouture Churchyard in La Couture, Laventie North German Cemetery en Rue Masselot German Cemetery in Laventie, La Fosse German Cemetery in Lestrem, Locon Churchyard in Locon, Ennequin Communal Cemetery German Extension in Loos, Ferme Deloux-Boquet in Nouveau Monde in La Gorgue, Edward Road Cemetery No.3 (Windy Corner) in Richebourg-l'Avoué, Indian Village Graveyards No.1 en No.2 in Richebourg-l'Avoué en Festubert, Estaires Convent Cemeteries No.1 en No.2 en Le Trou-Bayard German Cemetery in Stegers, Verlinghem German Cemetery in Verlinghem en Devasier Farm German Cemetery in Wambrechies. Uit de begraafplaats werden 426 Duitse graven overgebracht naar andere Duitse begraafplaatsen en Portugese graven werden overgebracht naar de Portugese militaire begraafplaats van Richebourg.
Er worden 1.583 Britten, 24 Canadezen, 39 Australiërs, 40 Nieuw-Zeelanders, 25 Indiërs, 1 Amerikaan en 113 Duitsers herdacht. Voor 9 Britten werden Special Memorials opgericht omdat hun graven niet meer teruggevonden werden en men aanneemt dat ze onder de naamloze graven liggen. Er worden ook 49 slachtoffers met twee Duhallow Blocks herdacht omdat zij oorspronkelijk in andere begraafplaatsen werden begraven en waar hun graven door oorlogsgeweld vernietigd werden. Voor 5 Indiërs die werden gecremeerd zijn ook speciale gedenkstenen opgericht.

## Graven
- soldaat Isaac Myers diende onder het alias I. Smith bij de Royal Fusiliers.

### Onderscheiden militairen
- Harry Walker, luitenant-kolonel bij de Black Watch (Royal Highlanders) werd vereerd met de Order of Saint Michael and Saint George (CMG).
- John Edward Sharman, vluchtleider bij de Royal Naval Air Service werd tweemaal onderscheiden met het Distinguished Service Cross (DSC and Bar).
- William John Robertson, majoor bij de Seaforth Highlanders werd vereerd met de Territorial Decoration (TD)
- George James Davies, regiment sergeant-majoor bij de Royal Scots Fusiliers werd onderscheiden met de Distinguished Conduct Medal (DCM).
- A. M. Durrant, kapitein bij de Royal Engineers; Cecil Edwin Hunt, kapitein bij de 34th Sikh Pioneers en David Harden Scott, luitenant bij het Royal Flying Corps werden onderscheiden met het Military Cross (MC).
- sergeant James B. Mitchell, de korporaals E. Gray en Henry Ibbodson, kanonnier Robert Matthews en de soldaten T. Brown, D. Black, Albert Walter Broughton, Emanuel Spiers en Henry William Wall ontvingen de Military Medal (MM).

### Minderjarige militairen
- kanonnier George E. Evans en soldaat Alexander Wallace waren slechts 16 jaar toen ze sneuvelden.
- korporaal John Henry Baker was 17 jaar toen hij sneuvelde.